# Teucrium coniortodes
Teucrium coniortodes là một loài thực vật có hoa trong họ Hoa môi. Loài này được Boiss. & Blanche miêu tả khoa học đầu tiên năm 1879.